# Luigi Trombetta
Luigi Trombetta (Civita Lavinia, 3 febbraio 1820 – Roma, 17 gennaio 1900) è stato un cardinale italiano, nominato da papa Leone XIII.

## Biografia
Nacque a Civita Lavinia il 3 febbraio 1820.
Papa Leone XIII lo elevò al rango di cardinale nel concistoro del 18 giugno 1899.
Morì il 17 gennaio 1900 all'età di 79 anni.